# Иво Мршник
Иво Мршник (Кнежак, Илирска Бистрица, 6. јун 1939) је словеначки сликар, графичар, цртач и професор.

## Биографија
Године 1968. дипломирао је на сликарском одсеку Академије ликовних уметности у Љубљани. Исте године запослио се као наставник ликовне културе у Основној школи Вич у Љубљани, а упоредо, до 1970. године, наставио је да учи сликарство код проф. Максиму Седеју. Након тога је наставио и студије графике код проф. Рико Дебењак и проф. Марјану Погачнику. Дипломирао је на графичком одсеку 1972. године, а на сликарском одсеку 1975. године код проф. Габријелу Ступица.
Од 1978. године запослен је на Педагошком факултету у Љубљани, од 1998. године као редовни професор цртања и графике са методиком.
Универзитет у Љубљани му је децембра 2011. доделио звање професора емеритуса УЛ.

## Стваралаштво
Иво Мршник је један од најзначајнијих словеначких ликовних уметника, који је створио обиман ликовни опус, посебно у графици, опус који има своју убедљиву и истакнуту афирмацију и значај не само у Словенији већ и у иностранству. Његове  графике су део истакнутих колекција као што су: Албертина, музејска збирка, Беч, Аустрија, Национални фонд за савремену уметност (ФНАЦ), Париз.
Иво Мршник у својим делима непрестано комбинује промишљеност и контролу са спонтаношћу и случајношћу. Линије су визуелни  и концептуални знаци ауторовог искуства, фрагменти су његових мисли и осећања. Одсуство боја и минималистички стил наглашени су експресијом линија и текстура. Софистициран и интиман ликовни стил  открива велику емоционалну и интелектуалну суптилност.

## Изложбе
Имао је бројне самосталне изложбе, углавном у истакнутим галеријама у Љубљани, Крању, Горици – Италија, Шкофјој Локи, Копру.
Учествовао је на више од сто групних изложби у многим светским уметничким центрима.

## Награде
- 1969 - Прешернова награда за сликарство,(студентска)
- 1986 - златна диплома за цртеж, 5. изложба југословенског цртежа, Тузла Босна и Херцеговина
- 1986 - откупна награда за цртеж, 5. изложба југословенског цртежа, Тузла (Босна и Херцеговина)
- 1992 - Други бијенале словеначке графике, награда Ново место за графику, Ново место
- 1992 - Избор графика за Албертина, Музејска збирка, Беч, Аустрија
- 1992 - Избор графике за Фондс Натион ал д'Арт Контемпораин (ФНАЦ), Париз
- 1993 - Прва награда за графику - Остблицк – Вестблик, Грац Аустрија
- 1993 - откупна награда, мини штампа, Марибор
- 2013 - ЗДСЛУ (Удружење словеначких ликовних уметника) - Награда за животно дело
- 2017 - 1. награда на 7. изложби мешовитих медија, Леседра, Бугарска
- 2018 - Награда за животно дело Ивана Кобилица.
- 2021 - Специјална награда за допринос светском графичком стваралаштву - 10. Међународно графичко триенале Битољ - МГТ Битољ - Македонија